# NGC 2941
NGC 2941 est une galaxie lenticulaire située dans la constellation du Lion. NGC 2941 a été découverte par l'astronome allemand Albert Marth en 1864.

## Caractéristiques
Sa vitesse par rapport au fond diffus cosmologique est de 7 647 ± 22 km/s, ce qui correspond à une distance de Hubble de 112,8 ± 7,9 Mpc (∼368 millions d'al).
En raison d'une brillance de surface égale à 14,01 mag/am2, on peut qualifier NGC 2941 de galaxie à faible brillance de surface (LSB en anglais pour low surface brightness). Les galaxies LSB sont des galaxies diffuses (D) avec une brillance de surface inférieure de moins d'une magnitude à celle du ciel nocturne ambiant.